# Geophilus arenarius
Geophilus arenarius är en mångfotingart som beskrevs av Frederik Vilhelm August Meinert 1870. Geophilus arenarius ingår i släktet Geophilus och familjen storjordkrypare.
Artens utbredningsområde är Algeriet. Inga underarter finns listade i Catalogue of Life.